# Tait (mitología)
Tait, Taitet o Tayet es la antigua diosa egipcia del tejido, del arte de tejer y de los tejedores. Su título es la "Señora del lino".
| X1 · U30 | G1 | M17 | M17 | X1 | B1 |

| X1 · U30 | G1 | M17 | M17 | X1 | B1 |

Aparece en invocaciones de los Textos de las Pirámides durante el Imperio Antiguo y en los Textos de los Sarcófagos durante el Primer Período Intermedio y el Imperio Medio de Egipto participando en los ritos funerarios cuando se envuelve al difunto con los vendajes necesarios para embalsamarlo y preservar al cuerpo de la descomposición.  
También es la diosa que teje las vestiduras del rey para participar en los rituales del cargo y recompone sus miembros de la misma forma que cose sus prendas. 
También le proporciona al sacerdote su vestimenta de lino blanco, llamada túnica osiríaca, un símbolo de poder, pureza y protección, lo mismo que los ropajes que sirven para adornar la estatua de culto durante el ritual diario del templo.
Aparece también en el Libro del Amduat y su iconografía la presenta con una bandeja ofrendando tejidos. Se la daba culto especialmente en Sais, con su contraparte masculino, el dios de los tejedores Hedy-hetep o Hedihotep ("el Blanco complacido").